# Synagogue de Forbach
La synagogue de Forbach est un lieu de culte juif situé avenue  Saint-Rémy, face à l’Hôtel de Ville de Forbach et non loin du château Barrabino en Moselle. Elle succède à une synagogue plus ancienne  disparue, située au même emplacement. La synagogue de Forbach, construite en 1835, est l'un des plus anciens monuments de la ville.

## Contexte

### La place des Juifs à Forbach
On ne possède aucun document permettant de dater avec précision l’implantation de la communauté juive dans la région. L’implantation de Juifs est ancienne et leur présence est signalée dès la fin du IVe siècle. La première preuve formelle de la présence juive dans la Seigneurie de Forbach est un acte qui fait état de deux contribuables juifs en 1687, deux frères  qui portent le nom de Cahen et originaires de Wesel (Allemagne). L’un d’entre eux est prénommé Feiz.
L’arrivée au pouvoir du duc de Lorraine Léopold Ier en 1697 modifie à la situation des Juifs de Forbach. En effet la politique inspirée par le duc Léopold est alors hostile aux Juifs et quelques-uns partent s’établir à Metz sous la protection des Trois-Évêchés. Le duc Léopold érige la seigneurie de Forbach en comté en 1717. Dès 1723, le comté de Forbach compte à peine quatre familles juives. Cette communauté va croître en nombre dès la disparition du duc Léopold en 1729. En 1730 elle se compose déjà de
12 familles regroupées dans un quartier qui devient le quartier juif de la vieille ville autour d’une petite synagogue. Cette synagogue reste en activité jusqu’en 1836.
En 1789, le cahier de doléances de Forbach indique qu'il y a dans la ville une vingtaine de familles vivant dans un « ghetto juif », « alors que les règlements du duché, toujours théoriquement en vigueur, n'en autorisent que sept ». À la veille de la Révolution, 21 familles vivent en effet dans le quartier juif de Forbach, ce qui représente une centaine de personnes. Le cahier de doléances porte mention de leur emploi et de leur activité. Les chefs de familles étaient « colporteurs, marchands de bestiaux, bouchers », mais on trouvait aussi « deux épiciers, un marchand de chandelles et un fabricant de tabac ».
La Révolution française accorde finalement en 1791 aux Juifs l’égalité des droits. Sous le Consulat (histoire de France), l'administration préfectorale nomme en 1799 un agent municipal faisant fonction de maire à titre provisoire, en la personne de Lion Cahen. Ce négociant de Forbach est ainsi le premier Juif à administrer une ville d'importance moyenne de la région, même si seulement temporairement, puisque remplacé dès mai 1800.
Le décret de Napoléon Ier, pris à Bayonne le 28 juillet 1808, oblige les citoyens de confession israélite à se doter définitivement d’un patronyme et à le déclarer à l’état civil de leur lieu de résidence.
Confortée dans ses droits, la population juive connaît une croissance important. Le 6 mars 1834, on compte à Forbach 314 personnes appartenant à 60 familles juives sur un total de 2958 habitants, soit un peu plus de 10 % de la population. La communauté juive de Forbach est alors la seconde communauté juive de Moselle après celle de Metz. Après un tel accroissement de la communauté de Forbach, la deuxième synagogue de Forbach est inaugurée en 1836 en place de l’ancienne.
Au milieu du XIXe siècle, on trouve trace dans les registres des tribunaux de plaintes déposées contre des colporteurs juifs de Forbach qui sont accusés par les ouvriers des forges de pousser à la dépense leurs épouses. Le maire de Stiring-Wendel tente d’interdire l’accès d’une partie de sa ville aux colporteurs, sous le prétexte qu’elle est propriété privée de la famille de Wendel. Ces décisions sont annulées par la sous-préfecture de Sarreguemines.
Après la Première Guerre mondiale et le retour de l'Alsace-Lorraine à la France, la communauté perd certains membres d'origine allemande. Dans la période de l’entre deux guerres, la communauté accueille les membres des communautés des villes voisines qui ne disposent pas encore d’une synagogue (comme Freyming et Merlebach).
Lors de la Seconde Guerre mondiale, l'Alsace et la Moselle sont annexées à l'Allemagne nazie. 114 membres de la communauté de Forbach sont déportés et assassinés par l’occupant.
La communauté se reconstitue après la Seconde Guerre mondiale. La synagogue qui avait été vidée de son mobilier et transformée en morgue et en dépôt par l’occupant est restaurée par d’importants travaux.  En 1950, la communauté juive de Forbach compte alors cent vingt familles. En 1961, la synagogue voisine de Merlebach est inaugurée. La communauté juive de Forbach perd certains membres de cette ville. La Synagogue de Merlebach (1961-2000) est aujourd'hui désaffectée par suite de la désagrégation de la communauté juive de Freyming-Merlebach. Le bâtiment est vendu par le Consistoire à la Municipalité de cette ville et transformé en immeuble d’habitation. Une plaque est apposée.  
En 1978, lors du trentième  anniversaire de l’état d’Israël, la communauté juive de Forbach organise une grande manifestation à laquelle assistent M. Shamir, Consul Général d'Israël auprès du Conseil de l'Europe à Strasbourg et le Consul Général de France à Sarrebruck.  En effet, certains membres de la communauté juive de Forbach commencent à quitter la ville et partent vers Israël.
La communauté de Forbach compte en 1980 une centaine de familles mais ses effectifs s'effondrent. Forbach est une ville qui connaît une crise importante du fait de la fermeture des mines de charbon de la région. De nombreux membres de la communauté quittent la ville pour trouver un travail dans d’autres centres urbains comme Strasbourg ou partent en Israël. Enfin on peut noter également la baisse de la pratique religieuse et les mariages avec des non-Juifs, qui réduisent les effectifs d’une communauté en déclin.
Une quarantaine de familles juives réside encore à Forbach au tournant du XXe siècle.
Fin 2013, par suite de la désagrégation de la communauté de Forbach, la synagogue est fermée et désaffectée sur demande du consistoire israélite de la Moselle.

### Le rôle de la synagogue
Les synagogues sont des lieux de culte juif. Ces édifices possèdent habituellement un sanctuaire, c’est-à-dire un grand hall de prière et de célébration, avec une armoire où sont rangés les Livres de la Torah. Ils peuvent aussi comporter une salle pour les événements communautaires et disposent également de petites pièces réservées à l’étude, voire un Beit midrash (« maison d’étude »). La synagogue est donc devenue également au cours de l’histoire juive, le lieu du Talmud Torah, c’est-à-dire l’enseignement de la tradition juive et de la langue hébraïque.

## Les synagogues de Forbach
Vers 1733, un premier oratoire provisoire est aménagé au fond de la cour d'une maison située près de la Porte Inférieure. La communauté juive de Forbach qui se regroupe rue Fabert, fait alors construire une petite synagogue où le service divin est célébré jusque vers 1836. Elle est alors désaffectée en raison de son délabrement et de son exiguïté. 
Elle est remplacée par un édifice couvert en partie par une subvention municipale de 22.000 francs. C'est une grande bâtisse construite dans le style traditionnel des synagogues du XIXe siècle avec un balcon intérieur réservé aux femmes. Ce lieu de culte est néanmoins construit en matériaux de mauvaise qualité et ne tarde pas à présenter de sérieux problèmes. La communauté juive de Forbach sollicite dès 1853 une subvention gouvernementale pour le restaurer et Cécile Cahen, une jeune fille juive de la communauté de Forbach, prend l’initiative d’écrire à l’impératrice Eugénie de Montijo épouse de Napoléon III, qui a réputation d’être favorable à l'exercice des religions, pour solliciter son appui. Les aides sont accordées et l’édifice est rénové en 1867 par l’architecte Alexis Robin. Mais les vices de construction demeurent: le plancher est alors directement posé sur le sol et sans vide sanitaire, de sorte que l’édifice est gravement atteint par l'humidité, le salpêtre et les moisissures.
Lors de l’administration allemande consécutive à l’annexion à la suite de la guerre de 1870, la synagogue de Forbach est dirigée par un sous-rabbin. Le rabbin siégeait à Sarreguemines et le grand-rabbin à Metz. La synagogue de Forbach passe la Première Guerre mondiale sans dommages.
En 1924, une première demande de subvention pour la rénovation de l’édifice est déposée et repoussée par les autorités. La synagogue est finalement rénovée en 1929 et comporte un  tabernacle appelée en hébreu ארון קודש (aron kodesh), c'est-à-dire l'Arche sainte par les Ashkénazes, construit sur le modèle de celui de la synagogue consistoriale du quai Kléber (Strasbourg 1898-1941). Pour le financement de cette rénovation, une grande collecte organisée. Elle implique également et très largement les descendants des anciennes familles juives ayant quitté Forbach.
Saccagée et profanée par les nazis en 1940, la synagogue est transformée en morgue et en entrepôt durant la Seconde Guerre mondiale. Forbach est libéré le 13 mars 1945 par les hommes du 276e régiment de la 70e division d’infanterie, appartenant à la VIIe armée américaine, mettant fin à plus de cinq années de souffrances, de désespoirs et de deuils. La synagogue est intacte mais vidée de tout son ameublement et des objets de culte. La communauté se reconstitue malgré les lourdes pertes subies. Dès l'automne 1945, les offices sont célébrés à Forbach dans une salle de gymnastique. Au cours des années qui vont suivre, les  offices sont célébrés d'abord dans un petit oratoire, puis dans le grand bâtiment restauré d'avant-guerre.
« …Après la Libération, la présidence (de la communauté juive de Forbach) fut détenue par Albert Jacobs (1945-49), puis Max Bloch (1949-59), et Benjamin Cahen (1959-80) dont toute la famille fut sauvée pendant la guerre en Maine-et-Loire par la nièce de Monseigneur Heintz, évêque de Metz. Parti en Israël, il fut remplacé par une co-présidence d'Henri Bloch, pharmacien (décédé en 1994) et de Raymond Klauber ».

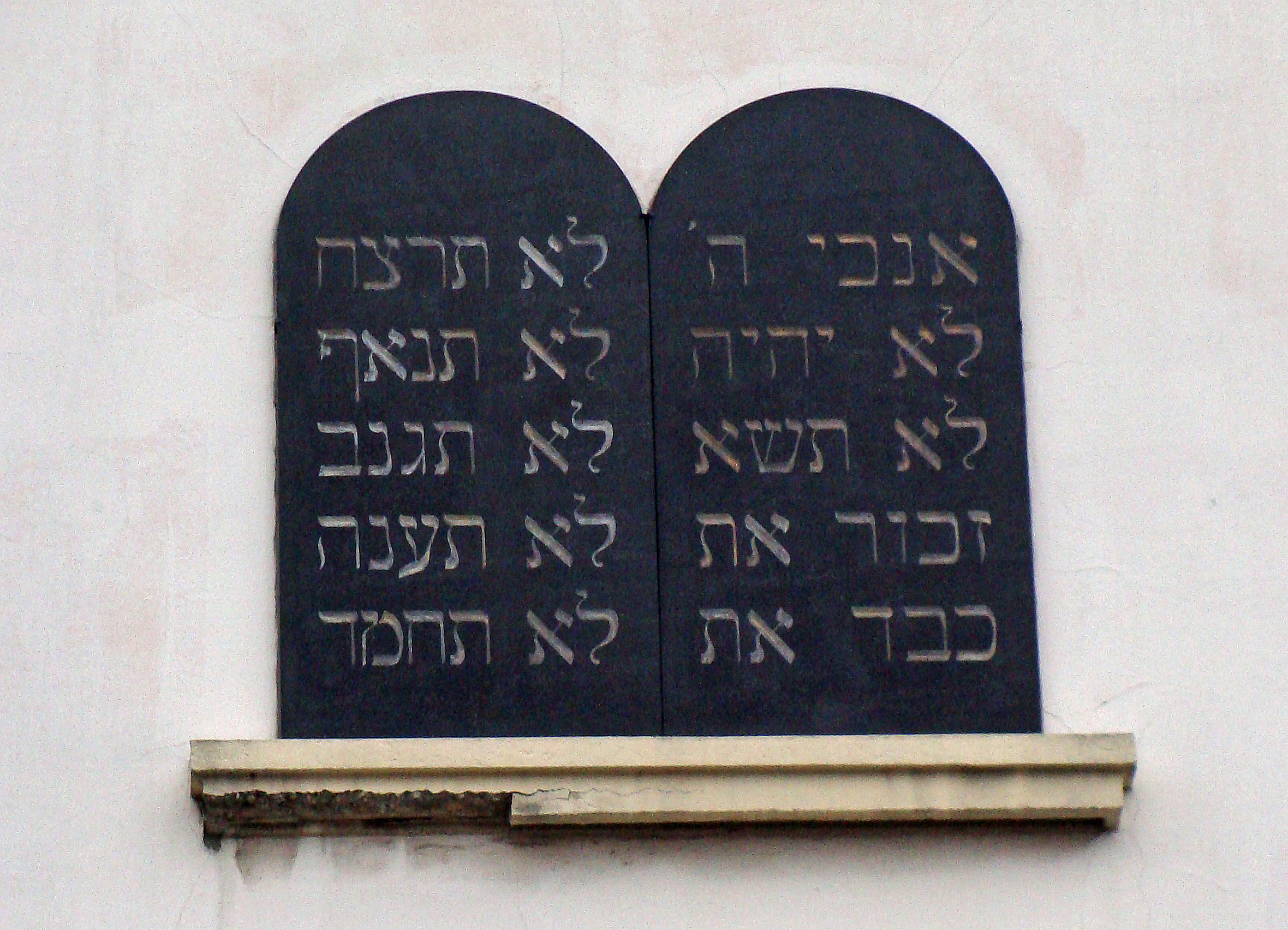
Tables de la Loi sur la façade de la synagogue

La synagogue de Forbach, désaffectée depuis décembre 2013, a conservé sa façade d'origine avec l'inscription "tu aimeras ton prochain comme toi-même" et une sculpture figurant les Tables de la Loi. Son frontispice est surmonté d’une étoile de David de fer forgé. À l'intérieur, seule l'imposante Arche sainte, appelée en hébreu ארון קודש (aron kodesh), décorée sur le modèle de l'ancienne synagogue consistoriale de Strasbourg, est restée intacte. Une plaque du souvenir portant le nom des 114 membres de la communauté victimes du nazisme se trouve dans le hall d'entrée de la synagogue.
Un bail emphytéotique avec la commune de Forbach est autorisé et donnera à l’édifice qui est l’un des plus anciens de la ville, une vocation culturelle.

## Cimetières
Dans le cadre de la religion juive, l'inhumation des membres de la communauté suit les préceptes de la Halakha. Un mort doit pouvoir reposer à tout jamais dans le sol où il est enterré. L'intégrité de sa tombe doit être respectée et le cimetière est un lieu sacré. Forbach présente un très grand cimetière juif fondé vers 1800 dans le respect de ces traditions.
Selon une tradition locale, il se trouve parmi les premières tombes du cimetière, celle d'une tante de Heinrich Heine.

## Les déportés Juifs originaires de Forbach et de sa communauté
Les  114 noms des déportés de la communauté juive forbachoise et victimes du nazisme  sont gravés sur la plaque du souvenir dans le hall d'entrée de la synagogue.

## Anciennes écoles israélites
Vers 1800, les enfants israélites de Forbach fréquentaient l'école communale catholique et une école clandestine. À proximité de Forbach, à Hombourg-Haut, à Freyming et à Saint-Avold, certains élèves étaient également scolarisés vers 1833 dans des écoles israélites sans statut, de façon clandestine.
« …Il existait une école juive qui devint communale dès la première moitié du XIXe siècle, mais en 1854, son instituteur se plaignait amèrement au consistoire de ce que de nombreux parents envoyaient de préférence leurs enfants à l'école catholique. Celui-ci, dans sa réponse, priait fermement le rabbin de Sarreguemines de contrôler le niveau des connaissances religieuses des enfants, faute de quoi, ils ne pourraient acquérir la majorité religieuse, la bar-mitzwa. On apprend aussi par la même occasion qu'une troisième école, "clandestine" celle-là, accueillait des enfants juifs... et qu'elle compromettait l'existence de l'école israélite communale. Sans doute, une école dans la tradition du "heder". »
En raison du statut particulier en vigueur dans les départements de la Moselle, du Bas-Rhin et du Haut-Rhin, des cours de judaïsme ont eu lieu au lycée de Forbach.

## Photographies de la synagogue

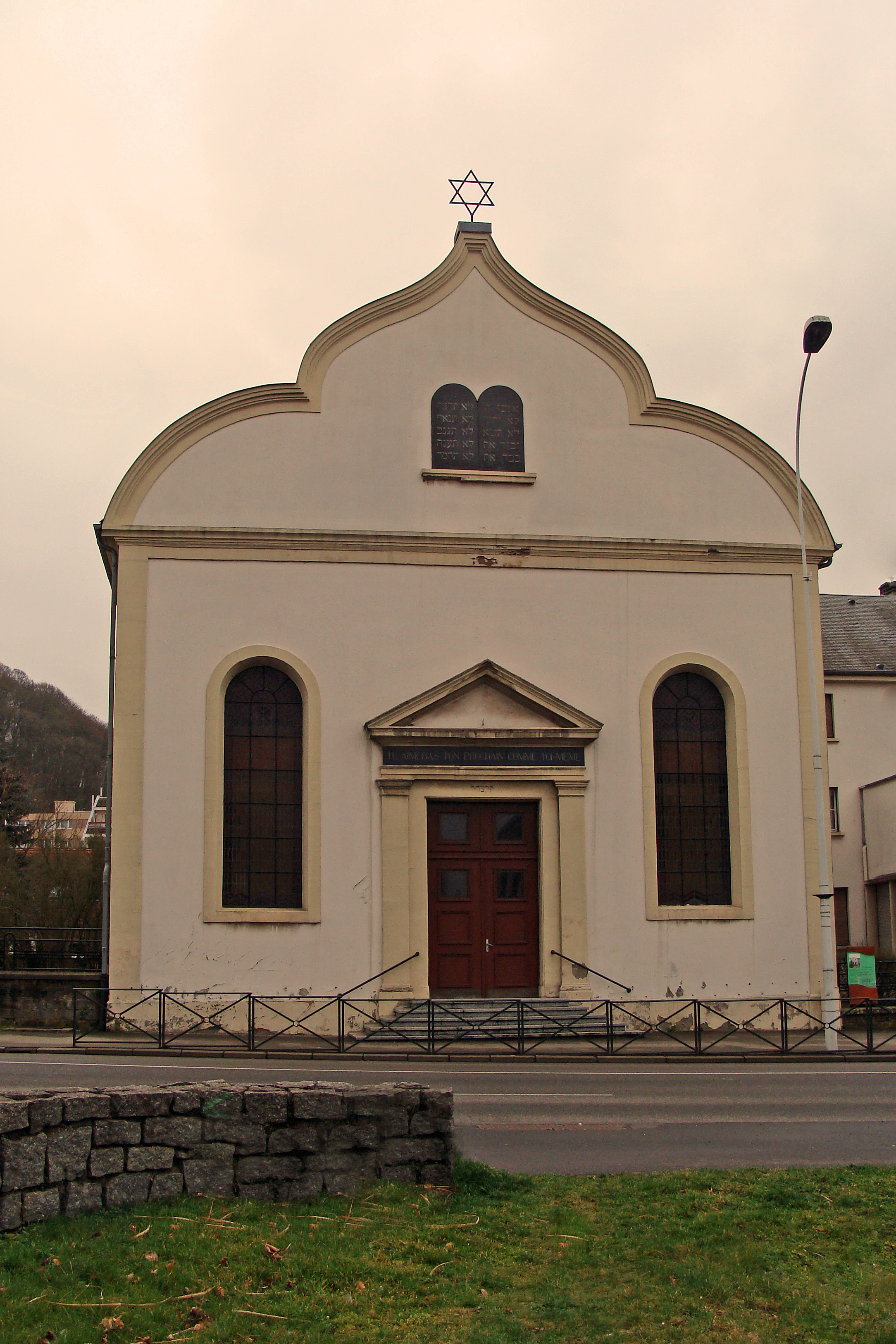
Façade
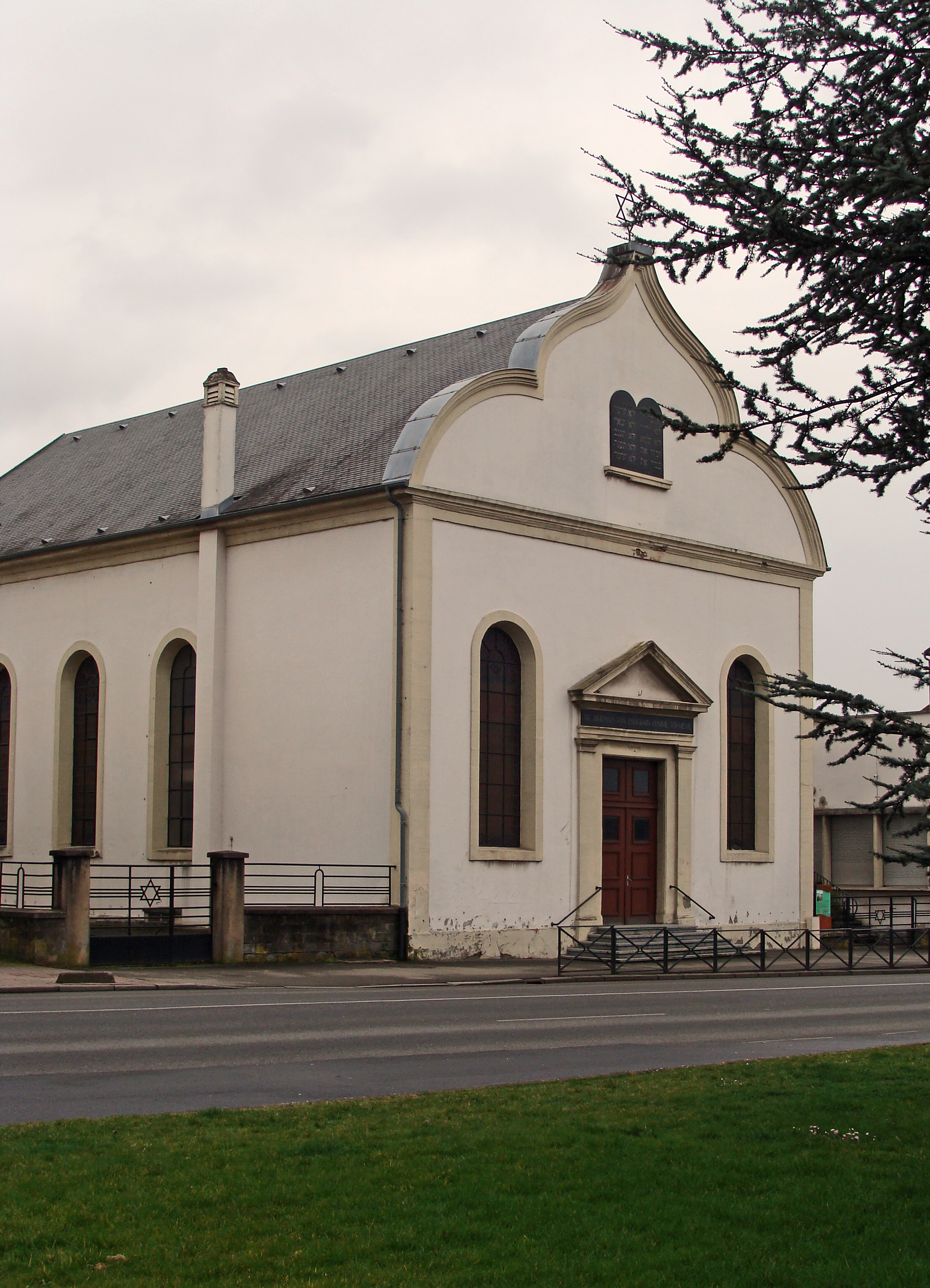
Vue latérale
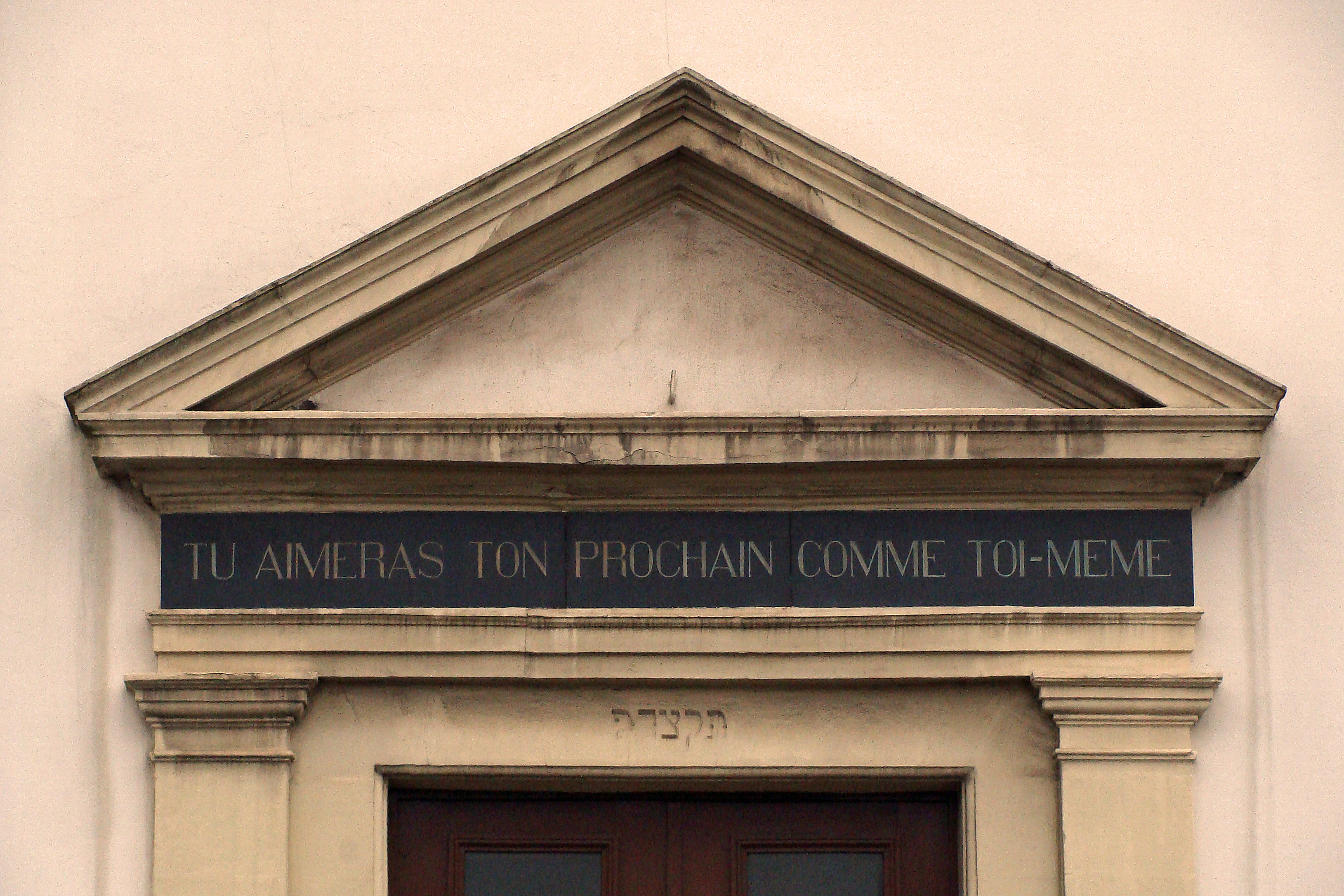
Frontispice de la porte d'entrée
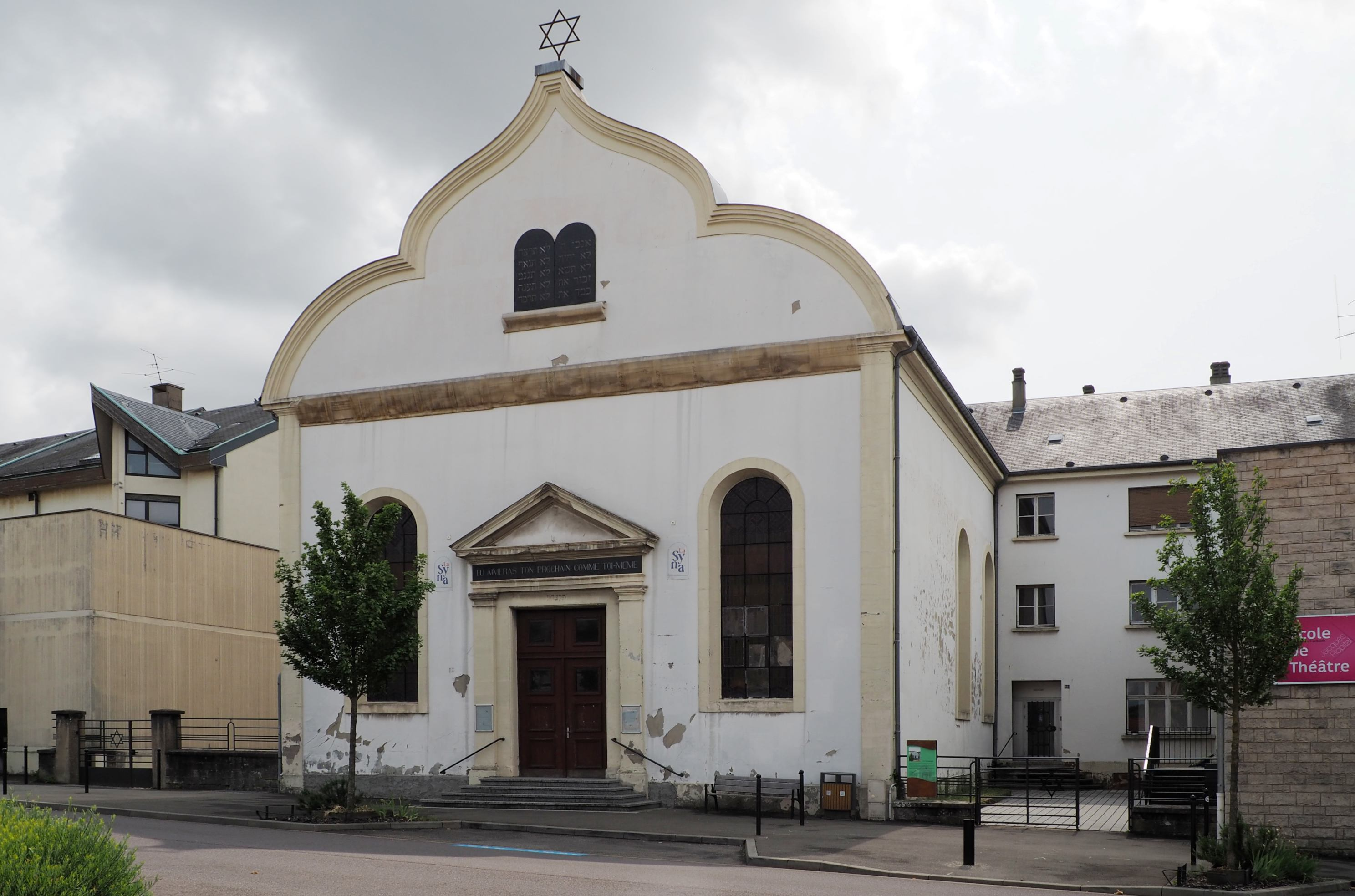
École de Théâtre

## Personnalités issues de la communauté juive de Forbach
- Lion Cahen. Négociant de Forbach. Sous le Consulat, l'administration préfectorale le nomme le 16 août 1799 « agent municipal faisant fonction de maire de Forbach à titre provisoire ». Lion Cahen est le premier juif à administrer une ville d'importance moyenne de la région, même si seulement temporairement, puisque remplacé dès le 24 mai 1800.
- Esther Cahen (1825-1912), native de Forbach, épouse en 1845 le rabbin alsacien Isaac Libermann (1815-1889), frère de Samson Libermann, (médecin militaire et époux d’une nièce de James de Rothschild), et de Jacob François Libermann qui se convertissent au catholicisme. Jacob François Libermann (1802-1852) sera le fondateur de la Congrégation des Pères du Saint-Esprit.
- Adolphe Klauber (né le 23 avril 1870), président de la communauté juive de Forbach de 1920 à 1930.
- Félix Barth, maire de Forbach du 18 mai 1925 au 24 septembre 1934. Succède à Adolphe Klauber au poste de président de la communauté juive de Forbach en 1934. Benjamin Cahen, ex-président de la communauté de Forbach interviewé en Israël par Alphonse Cerf[9] le décrit ainsi : « …Homme de gauche, refusant ses frais de représentation, populaire mais autoritaire, c'était un marchand de bestiaux d'origine allemande qui toute sa vie rompit des lances avec la puissante Maison de Wendel. On lui doit la gratuité de l'entrée au Parc Municipal, l'aménagement de la Place de la République et la création en 1927 du "Noël de Joie" pour les enfants nécessiteux. Ce n'était d'ailleurs pas le premier israélite à accéder à cette charge, Marx Haas ayant siégé à la mairie d'octobre 1902 à juillet 1906, mais il avait été nommé à l'époque par le Reichstatthalter à la place du maire Couturier dont il était le principal lieutenant. Félix Barth fut remplacé comme parness (président) par le frère d'Adolphe Klauber, Ernest Klauber, qui mourut en 1940 à Saint-Mihiel ». Une rue de Forbach porte son nom.
- Henri Kauffmann. Ancien combattant, titulaire de la Croix de Guerre 1914-1918. Succède en 1925 à Lazare Haenel au poste d’Hazanim de la synagogue de Forbach. Il est évacué en 1939 à Angoulême et continue l’exercice de son ministère en faveur de la communauté forbachoise qui y est repliée. Henri Kauffmann pense qu’en raison de son état de service et de sa conduite héroïque durant le conflit de la Première Guerre mondiale, qu’il ne sera pas inquiété mais il est arrêté en 1943, déporté et assassiné. Une rue de Forbach porte son nom.
- Isaïe Deutsch (1899-1986), frère du Grand-rabbin Abraham Deutsch de Strasbourg, époux de Blanca Sandler, chantre régulier  (hazzan) de la synagogue de Forbach de 1945 à 1951. En 1952 il est nommé à Saverne.
- Erwin Bloch (1916-1988)[10], chantre régulier (hazzan) de la synagogue de Forbach. Participe à la libération de Limoges en août 1944. Succède à Isaïe Deutsch en 1951 et exerce son ministère jusqu'en 1983. Neveu du rabbin Joseph Bloch (1875-1970)  (qui est l’auteur du Rituel de prières  et du Guide du Fidèle).  Il reçoit du maire Jean-Eric Bousch la médaille de reconnaissance de la Ville de Forbach avant son départ à la retraite en Israël où il rejoint Michel Bloch son fils aîné. Il est enterré à Grosbliederstroff.